# Festival Internacional de Cine de Kerala
El Festival Internacional de Cine de Kerala (abreviado como IFFK) es un festival de cine anual celebrado en la ciudad de Thiruvananthapuram, capital de Kerala, India.

## Historia
El festival fue fundado en 1996 y es apoyado por la Academia Chalachitra, el Departamento de Asuntos Culturales y el Gobierno de Kerala. Se lleva a cabo entre noviembre y diciembre cada año.
Varias películas nacionales e internacionales ven su estreno en el festival cada año. La sección de competencia se limita a 14 películas seleccionadas producidas en Asia, África o Latinoamérica.